# 칠레 문학
다음은 칠레 문학에 대한 설명이다.
칠레의 문학은 독립 후 낭만주의에 의해 시작되어 근대주의의 세례를 받았다. 1945년의 노벨문학상을 받은 여류 시인 가브리엘라 미스트랄(1889-1957)은 사랑의 황홀함과 절망을 거쳐, 자연·인간·신(神)과의 영적 교섭에 의한 보편적 사랑을 추구하여 갔다. 전위시(前衛詩)로는 초(超)현실주의 시인에서 에스파냐 내란을 계기로 결정적 전환을 시도한 시인 파블로 네루다(1904-1973)가 시작(詩作)과 평화운동에 활약하여 1971년도 노벨문학상 수상자로 결정되었다. 현대소설에서는 에두아르도 바리오스(1884-1963)가 인간심리의 변화를 치밀하게 묘사하고 교묘한 스토리 전개로 유명하다.

## 같이 보기
- 칠레 요리